# Kaemach
Kaemach war ein altägyptischer Beamter, der wohl während der Regierungszeit des Cheops (4. Dynastie) lebte. Er war vielleicht unter dem Wesir Hemiunu als Aushebungsleiter im Prinzenrang tätig. Auf der Opferplatte wird er als Vorsteher der Phylen (Arbeitseinheiten) von Oberägypten, Großer der Zehn von Oberägypten und leiblicher Königssohn bezeichnet.

## Grab
Seine Grabanlage (G1223), die heute stark zerstört ist, wurde 1904 von George Andrew Reisner ausgegraben.
Die Mastaba wurde mehrmals umgebaut, unter anderem entstand im Norden ein Annex für eine weitere Bestattung. An der Ostseite wurde ein massiver Steinbau errichtet. In der unterirdischen Anlage fanden sich Reste einer Bestattung. Die Kultanlage enthielt witterungsbedingt eine stark beschädigte, vermauerte Opferplatte, die sich heute im Ägyptischen Museum in Kairo befindet (Cairo JE 37725) und ausführlich von Peter Der Manuelian beschrieben wurde.